# Габріель Фернандес Аренас
Габріель Фернандес Аренас (ісп. Gabriel Fernández Arenas), більш відомий як Габі (ісп. Gabi), нар. 10 липня 1983, Мадрид) — іспанський футболіст, півзахисник клубу «Атлетіко».
Вихованець «Атлетіко», з яким став переможцем Ліги Європи, володарем Суперкубка УЄФА, чемпіоном Іспанії, володарем Кубка Іспанії та суперкубка Іспанії. Крім того виступав за «Хетафе» та «Реал Сарагоса», а також молодіжну збірну Іспанії, у складі якої став фіналістом молодіжного чемпіонату світу 2003 року.

## Клубна кар'єра

### Ранні роки
Народився 10 липня 1983 року в місті Мадрид. Вихованець футбольної школи клубу «Атлетіко».
В 2002–2004 роках грав за другу команду («Атлетіко Мадрид Б»). Дебют футболіста в основній команді відбувся 21 січня 2004 року в матчі національного кубка проти «Севільї» (0:7). А менш ніж за два тижні, 7 лютого, Габі дебютував за основну команду і в Ла Лізі, коли він вийшов на заміну в кінці гри проти «Валенсії».
Проте закріпитись в складі «матрацників» він не зумів, через що у наступному сезоні 2004/05 Габі був відданий в оренду клубу «Хетафе», де взяв участь в 32 матчах чемпіонату та забив 3 м'ячі. Після закінчення оренди Габріель повернувся в мадридський «Атлетіко» та провів тут ще два сезони, але основним гравцем так і не став.

### «Реал Сарагоса»
У липні 2007 року Габі перейшов в команду «Реал Сарагоса» за 9 млн євро, підписавши з клубом чотирирічний контракт. За підсумками сезону 2007/08 команда вилетіла у Другу лігу Іспанії, але півзахисник продовжив виступати за цей клуб. У сезоні 2008/09 він допоміг клубу зайняти друге місце в Сегунді, що означало повернення «Сарагоси» у вищий дивізіон Іспанії. Сезон 2010/11 вийшов для іспанця багатим на голи: він забив 11 м'ячів, шість з них — з пенальті. 12 березня 2011 футболіст відзначився дублем у матчі проти «Валенсії», а в підсумку команда Габі перемогла з рахунком 4:0. Також він забивав м'ячі в іграх з «Реал Мадридом» і «Леванте».

### «Атлетіко»

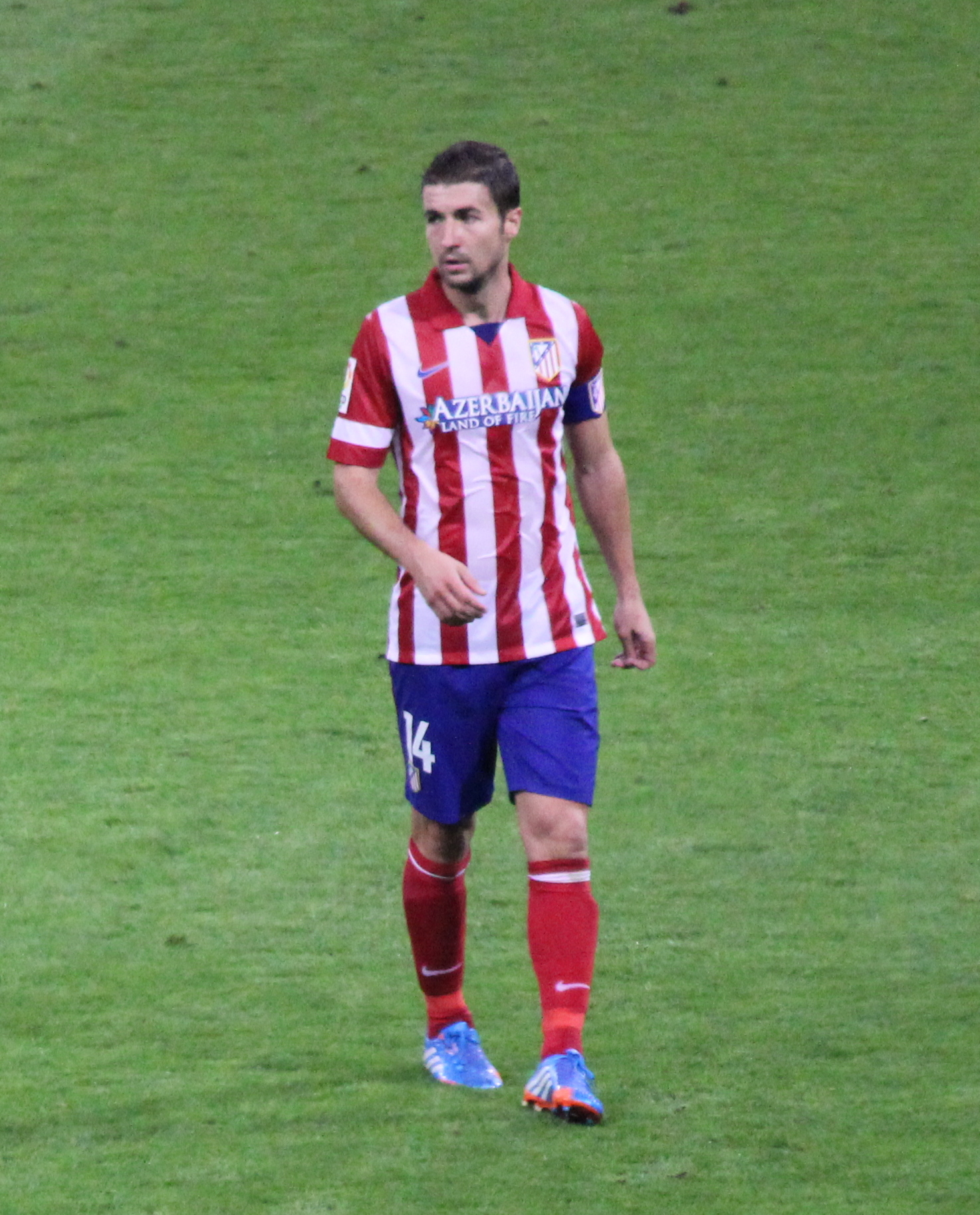
Габі під час виступів за «Атлетіко». 29 вересня 2013 року

1 липня 2011 року Габі повернувся в свою рідну команду «Атлетіко» за суму близько 3 млн євро. 25 серпня того ж року Габі в матчі Ліги Європи проти «Віторії» (Гімарайнш) забив свій перший гол в єврокубках. 11 березня 2012 року він зіграв свій сотий матч у футболці «Атлетіко», а 9 травня 2012 року виграв свій перший титул, ставши переможцем Ліги Європи, перемігши у фінальному матчі в Бухаресті «Атлетік» (3:0).
Перед початком сезону 2012/13, після уходу з команди Антоніо Лопеса, Луїса Переа і Альваро Домінгеса, Габі був обраний новим капітаном «Атлетіко». І відразу на початку того сезону клуб здобув свій другий трофей — виграв 31 серпня 2012 року Суперкубок Європи, здолавши «Челсі» з рахунком 4:1. Протягом решти сезону Габі регулярно грав і був найважливішою опорою для здобуття третього місця в чемпіонаті, що дозволило команді потрапити в Лігу чемпіонів 2013/14. А в національному кубку команда зіграла ще краще — дійшовши до фіналу, 17 травня 2013 року там вона здолала «Реал» в додатковий час. Габі вийшов в основному складі, але був видалений на 113 хвилині за другу жовту картку.
У сезоні 2013/14 команда виступила ще краще — дійшла до фіналу Ліги Чемпіонів, де лише в додатковий час поступилась тому самому «Реалу», а також стала Чемпіоном Іспанії. Причому саме подача Габі з кутового на 49 хвилині, з якої Дієго Годін зрівняв рахунок у матчі останнього туру проти «Барселони» (1:1), і принесла «Атлетіко» перший чемпіонський титул з 1996 року.
Перед початком 2014/15 сезону, Габі продовжив контракт з «Атлетіко» до 2017 року. Сезон почався перемогою в Суперкубку Іспанії над вічним суперником «Реалом». В першому матчі на Бернабеу команди зіграли внічию 1:1, але вдома «Атлетіко» переміг і здобув черговий трофей. Наразі після повернення Габі встиг відіграти за мадридський клуб 116 матчів в національному чемпіонаті.

## Виступи за збірні
2003 року залучався до складу молодіжної збірної Іспанії. У складі збірної Іспанії для гравців до 20 років Габі брав участь в Чемпіонаті світу з футболу серед молодіжних команд 2003 року. На турнірі іспанський півзахисник зіграв 7 матчів, забив один гол у ворота однолітків з Аргентини і допоміг команді стати фіналістами «мундіалю». Всього на молодіжному рівні зіграв у 19 офіційних матчах, забив 1 гол.

## Статистика виступів

### Статистика клубних виступів
| Сезон                     | Команда                   | Чемпіонат                 | Чемпіонат | Чемпіонат | Національний кубок | Національний кубок | Національний кубок | Континентальні кубки | Континентальні кубки | Континентальні кубки | Інші змагання | Інші змагання | Інші змагання | Усього | Усього |
| Сезон                     | Команда                   | Ліга                      | Ігор      | Голів     | Ліга               | Ігор               | Голів              | Ліга                 | Ігор                 | Голів                | Ліга          | Ігор          | Голів         | Ігор   | Голів  |
| ------------------------- | ------------------------- | ------------------------- | --------- | --------- | ------------------ | ------------------ | ------------------ | -------------------- | -------------------- | -------------------- | ------------- | ------------- | ------------- | ------ | ------ |
| 2003-04                   | «Атлетіко»                | ПД                        | 6         | 0         | КІ                 | 1                  | 0                  | —                    | —                    | —                    | —             | —             | —             | 7      | 0      |
| 2004-05                   | «Атлетіко»                | ПД                        | 0         | 0         | КІ                 | 0                  | 0                  | Інт                  | 3                    | 0                    | —             | —             | —             | 3      | 0      |
| 2004-05                   | «Хетафе»                  | ПД                        | 32        | 2         | КІ                 | 2                  | 0                  | —                    | —                    | —                    | —             | —             | —             | 34     | 2      |
| 2005-06                   | «Атлетіко»                | ПД                        | 32        | 1         | КІ                 | 1                  | 0                  | —                    | —                    | —                    | —             | —             | —             | 33     | 1      |
| 2006-07                   | «Атлетіко»                | ПД                        | 20        | 0         | КІ                 | 2                  | 0                  | —                    | —                    | —                    | —             | —             | —             | 22     | 0      |
| 2007-08                   | «Реал Сарагоса»           | ПД                        | 32        | 0         | КІ                 | 3                  | 0                  | КУЄФА                | 2                    | 0                    | —             | —             | —             | 37     | 0      |
| 2008-09                   | «Реал Сарагоса»           | СД (ІІ)                   | 35        | 4         | КІ                 | 0                  | 0                  | —                    | —                    | —                    | —             | —             | —             | 35     | 4      |
| 2009-10                   | «Реал Сарагоса»           | ПД                        | 32        | 1         | КІ                 | 2                  | 0                  | —                    | —                    | —                    | —             | —             | —             | 34     | 1      |
| 2010-11                   | «Реал Сарагоса»           | ПД                        | 36        | 10        | КІ                 | 2                  | 1                  | —                    | —                    | —                    | —             | —             | —             | 38     | 11     |
| Усього за «Реал Сарагоса» | Усього за «Реал Сарагоса» | Усього за «Реал Сарагоса» | 135       | 15        |                    | 7                  | 1                  |                      | 2                    | 0                    |               |               |               | 144    | 16     |
| 2011-12                   | «Атлетіко»                | ПД                        | 31        | 2         | КІ                 | 1                  | 0                  | ЛЄ                   | 17                   | 1                    | —             | —             | —             | 49     | 3      |
| 2012-13                   | «Атлетіко»                | ПД                        | 35        | 0         | КІ                 | 8                  | 0                  | ЛЄ                   | 2                    | 0                    | СУ            | 1             | 0             | 46     | 0      |
| 2013-14                   | «Атлетіко»                | ПД                        | 36        | 3         | КІ                 | 7                  | 0                  | ЛЧ                   | 12                   | 0                    | СІ            | 2             | 0             | 57     | 3      |
| 2014-15                   | «Атлетіко»                | ПД                        | 14        | 0         | КІ                 | 1                  | 1                  | ЛЧ                   | 4                    | 0                    | СІ            | 2             | 0             | 21     | 1      |
| Усього за «Атлетіко»      | Усього за «Атлетіко»      | Усього за «Атлетіко»      | 174       | 6         |                    | 21                 | 1                  |                      | 38                   | 1                    |               | 5             | 0             | 238    | 8      |
| Усього за кар'єру         | Усього за кар'єру         | Усього за кар'єру         | 341       | 23        |                    | 30                 | 2                  |                      | 40                   | 1                    |               | 5             | 0             | 416    | 26     |

## Титули і досягнення
- Чемпіон Іспанії (1):

«Атлетіко»: 2013-14
- Володар Кубка Іспанії (1):

«Атлетіко»: 2012-13
- Володар Суперкубка Іспанії (1):

«Атлетіко»: 2014
- Переможець Ліги Європи (1):

«Атлетіко»: 2011-12
- Володар Суперкубка УЄФА (1):

«Атлетіко»: 2012
- Чемпіон Катару (1):

«Ас-Садд»: 2018-19
- Володар Кубка наслідного принца Катару (1):

«Ас-Садд»: 2020
- Володар Кубка шейха Яссіма (1):

«Ас-Садд»: 2019